# Run☆Run☆Run
Singles de High and Mighty Color
Over
(2005) Days
(2005)
Run☆Run☆Run est le 5e single de High and Mighty Color sorti sous le label SME Records le 22 juin 2005 au Japon. Il atteint la 14e place du classement de l'Oricon et reste classé 4 semaines pour un total de 27 340 exemplaires vendus.
Run☆Run☆Run a été utilisé comme campagne publicitaire pour Pure White Citrus de Lotte. Run☆Run☆Run se trouve sur l'album G∞ver et sur la compilation 10 Color Singles.

## Liste des titres
Toutes les paroles sont écrites par High and Mighty Color.
| 1. | Run☆Run☆Run                | 4:20 |
| 2. | Hopelessness               | 4:42 |
| 3. | Run☆Run☆Run (Instrumental) | 4:20 |